# Криниц (Нешвиц)

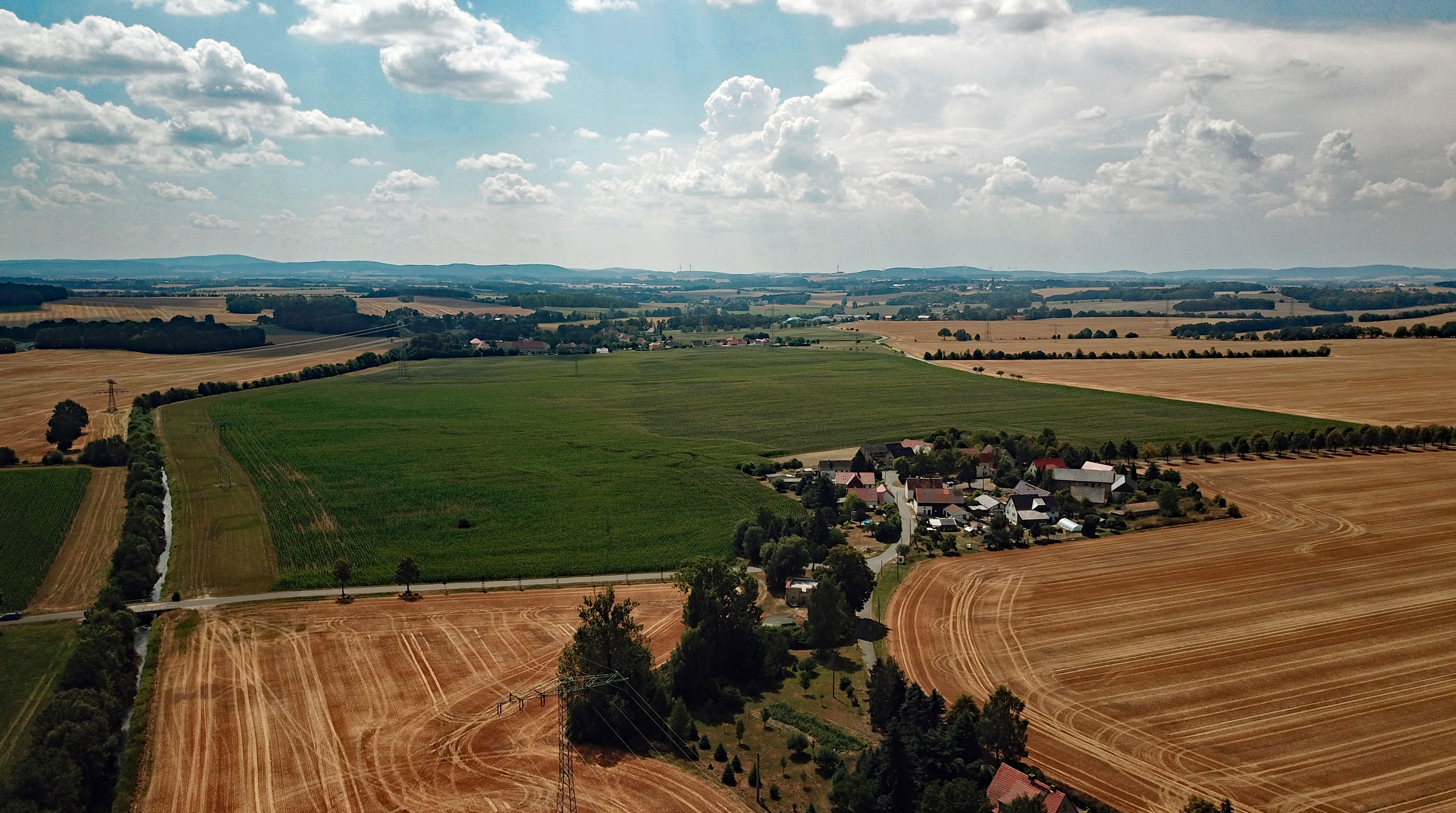

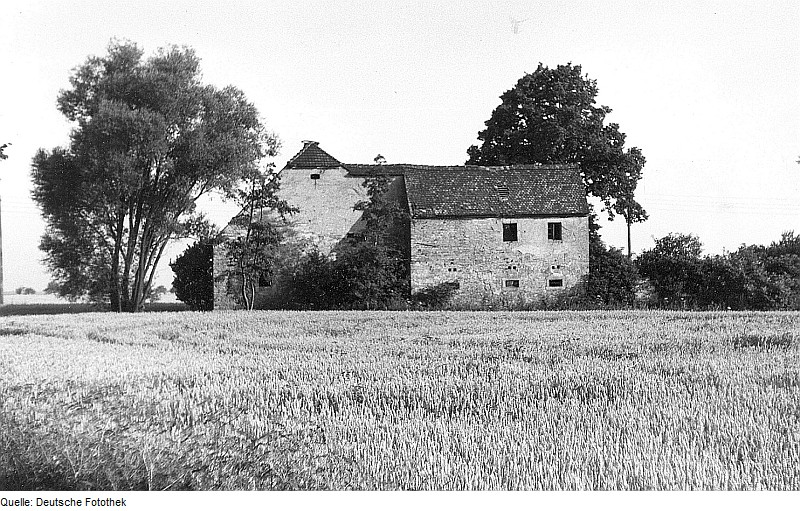
Мельница, 1988

Кри́ниц или Кро́ньца (нем. Krinitz; в.-луж. Króńcaо файле) — деревня в Верхней Лужице, Германия. Входит в состав коммуны Нешвиц района Баутцен в земле Саксония. Подчиняется административному округу Дрезден.

## География
Деревня находится примерно в девяти километрах на северо-запад от Будишина. Граничит на севере с деревней Вбогов, на востоке — с деревней Луг, на юге — с деревней Зареч и на западе — с деревней Ветров.
На востоке деревни протекает река Шварцвассер (Чорница). Ранее русло реки проходило вдоль восточной стороне деревни. Во времена ГДР были проведены мелиоративные работы и русло реки было сдвинуто на двести метров от деревни.

## История
Деревня имеет хорошо сохранившуюся древнюю славянскую круговую планировку с площадью в центре. Впервые упоминается в 1419 году под наименованием Crebenitz.
С 1936 по 1993 года входила в состав коммуны Зарич. С 1993 года входит в состав современной коммуны Нешвиц.
В настоящее время деревня входит в состав культурно-территориальной автономии «Лужицкая поселенческая область», на территории которой действуют законодательные акты земель Саксонии и Бранденбурга, содействующие сохранению лужицких языков и культуры лужичан.

## Население
Официальным языком в населённом пункте, помимо немецкого, является также верхнелужицкий язык.
| 1834 | 1871 | 1890 | 2011 | 2016 |
| ---- | ---- | ---- | ---- | ---- |
| 45   | 62   | 63   | 32   | 28   |

## Достопримечательности
Памятники культуры и истории земли Саксония
- Wohnhaus mit Oberlaube, д.3 , 1770 (№ 09253314).
- Wohnhaus, д. 8, первая половина XIX век (№ 09253297)
- Tafel mit sorbischer Inschrift, 1814 (№ 09253315)